# Du Ruiqing
Du Ruiqing chinesisch 杜瑞清 (geboren im Dezember 1943, gestorben am 20. November 2019) war ein chinesischer Übersetzer, Pädagoge und akademischer Verwalter. Er war einer der Gründer der australischen Studien in China. Von 1998 bis 2005 war er Präsident des Xi’an Foreign Languages Institute. Er war Herausgeber des New Century Wörterbuchs Englisch-Chinesisch (新世纪汉英大辞典) und wurde hierfür von der China Dictionary Society mit dem 4. Lifetime Achievement Award ausgezeichnet.

## Leben
Du wurde im Dezember 1943 im Bezirk Fufeng, Shaanxi, Republik China, geboren. Er schloss im September 1967 sein Studium an der Abteilung für Englisch des Xi’an Foreign Languages Institute (heute Xi’an International Studies University) ab und wurde später Fakultätsmitglied des Instituts. Er trat 1972 der Kommunistischen Partei Chinas bei.
Nach dem Ende der Kulturrevolution gehörte Du 1979 zu den ersten neun Personen, die von der chinesischen Regierung zum Studium nach Australien geschickt wurden. Er erwarb 1981 einen Master-Abschluss in englischer Literatur an der Universität Sydney. Anschließend studierte er an der Brigham Young University in den Vereinigten Staaten, wo er seinen Doktortitel erhielt.
Nach seiner Rückkehr nach China lehrte er weiterhin am Xi’an Foreign Languages Institute und wurde 1991 zum Professor ernannt. Im Jahr 1992 wurde ihm vom Staatsrat der Volksrepublik China eine Sonderrente für herausragende Wissenschaftler gewährt. Später war er Vorsitzender der Abteilung für Englisch, Vizepräsident (Juni 1995 bis Juli 1998) und Präsident (Juli 1998 bis März 2005) des Xi’an Foreign Languages Institute. Im April 2005 ging er in den Ruhestand.
Du ist am 20. November 2019 in Xi’an im Alter von 75 Jahren gestorben.

## Werk
Du war ein Begründer der australischen Studien in China. In den frühen 1980er Jahren war er einer der ersten, der australische Literatur in China unterrichtete. Unter seiner Leitung gründete das Xi’an Foreign Languages Institute im Jahr 2000 sein Australian Studies Centre, eines der ersten Zentren dieser Art in China.
Er hat zahlreiche englische Lehrbücher, Anthologien englischer und westlicher Literatur und Nachschlagewerke geschrieben oder herausgegeben, einschließlich des New Century Wörterbuchs Englisch-Chinesisch (新世纪汉英大辞典). Er ist Autor des Buches Chinese Higher Education: A Decade of Reform and Development in English und veröffentlichte mehr als 50 Forschungsarbeiten. Im September 2018 verlieh ihm die China Dictionary Society ihren 4. Lifetime Achievement Award.